# Bonfiglioli Ferrara Basket
La A.Dil. Bonfiglioli Ferrara Basket è una società di pallacanestro femminile di Ferrara, fondata nel 2000 sulle ceneri del Gruppo Sportivo Basket Ferrara.
Gioca al Palasport di Ferrara. A cavallo tra gli anni ottanta e i novanta, la Basket Ferrara ha disputato la Serie A1. Dopo la rifondazione come Bonfiglioli, disputa la Serie A2.
Nell'estate 2017, la Bonfiglioli rinuncia alla Serie A2. Nel 2018, la Vis Ferrara 2008 assorbe tutto il settore femminile creando la Vis Rosa Ferrara Basket.

## Cronistoria
| Cronistoria della Bonfiglioli Ferrara Basket |
| --- |
| - 1966-67: Standa 8ª in Serie A. - 1967-68: Standa 9ª in Serie A, retrocessa. - 1980-81: Coop 7ª nella Poule Salvezza di A1, retrocessa. - 1985-86: Felisatti 7ª nella Poule Finale di A1. - 1986-87: Felisatti 7ª in Serie A1. Quarti di finale di Coppa Ronchetti. - 1987-88: Felisatti 9ª in Serie A1. - 1988-89: Felisatti 14ª in Serie A1, ripescata. - 1989-90: Altamira 16ª in Serie A1, retrocessa. - 1990-1991 · 2ª nel Girone Nord di Serie A2, partecipa ai play-off. - 1991-1993 - 1993-94: Copma 11ª in Serie A1. - 1994-95: Copma 7ª in Serie A1. - 1995-96: Copma 3ª in Serie A1. - 1996-97: Basket 6ª in Serie A1. - 1997-1998 · 3ª nel Girone B di Serie A2, ammessa alla nuova Serie A2. - 1998-99: Barbieri 2ª nel girone A di Serie A2. - 1999-00: Sira 4ª nel girone A di Serie A2; si ritira. - 2000 · Un gruppo di dirigenti e genitori fonda la Bonfiglioli Ferrara Basket. - 2012-13 · Punto Fotovoltaico, 5ª nel Girone B di Serie A3, ripescata in Serie A2. - 2013-14 · PFF Group, 5ª nella Conference Centro di Serie A2, 2ª nella Poule Retrocessione B. - 2014-15 · PFF Group, 1ª nel Girone B di Serie A2, 3ª nel Girone E della Poule Retrocessione. - 2015-16 · PFF Group, 2ª nel Girone B di Serie A2, semifinali dei Play Off Promozione. - 2016-17 · B.Ethic, in Girone B di Serie A2, rinuncia all'iscrizione. - 2017-2018 · attività giovanile. - 2018 · la Vis Ferrara rileva il settore femminile della Bonfiglioli e fonda la Vis Rosa Ferrara. |